# Glàndula de Skene
Les glàndules de Skene són cadascuna de les dues glàndules situades vora el final de la uretra femenina, considerades com a homòlogues de les vesícules seminals dels homes, ja que se suposa que expulsen líquid transparent durant l'orgasme, cosa que alguns anomenen ejaculació femenina i de la qual cosa no se sap gairebé res per estar poc estudiada. Hom considera que es tracta de glàndules poc desenvolupades. El seu nom es deu a Alexander Skene, que les va descriure per primer cop, al segle xix.
Altres secrecions genitals femenines són la de les glàndules de Bartholin, el fluix vaginal i la menstruació.